# Повстання у Варшавському гетто
Повстання у Варшавському гетто (їд. ווארשעווער געטא אויפשטאנד, івр. מרד גטו ורשה) — збройне повстання єврейських підпільних організацій на території Варшавського гетто, під кінець його ліквідації німцями в рамках операції Рейнхард (дії для знищення польських євреїв в рамках «остаточного вирішення»).
Повстання розпочалося в ніч на єврейське свято Пасхи, 19 квітня 1943 року. В цей момент у гетто знаходилися лише 50-70 тисяч людей. Раніше було понад 400 тисяч, проте більшість були вже знищені, в тому числі 250 тисяч у винищувальному таборі в Белжеці. День за днем відбувалася поступова ліквідація кварталів гетто. Коли німецькі військові і поліційні (в тому числі колабораційні) загони знову увійшли у гетто, то повстанці відкрили по них вогонь.
Впродовж наступних тижнів загони СС та поліції під командування группенфюрера СС Юрґена Штропа придушили повстання і знищили більшість людей (або на місці, або у винищувальному таборі у Треблінці). Все гетто було методично спалене і зрівняне із землею, а після закінчення ліквідації гетто в першій половині травня висаджено в повітря Велику Синагогу. Німці оголосили про придушення повстання 16 травня 1943 року, хоча спорадичні бої відбувалися ще до червня 1943 року.

## Сили і втрати повстанців

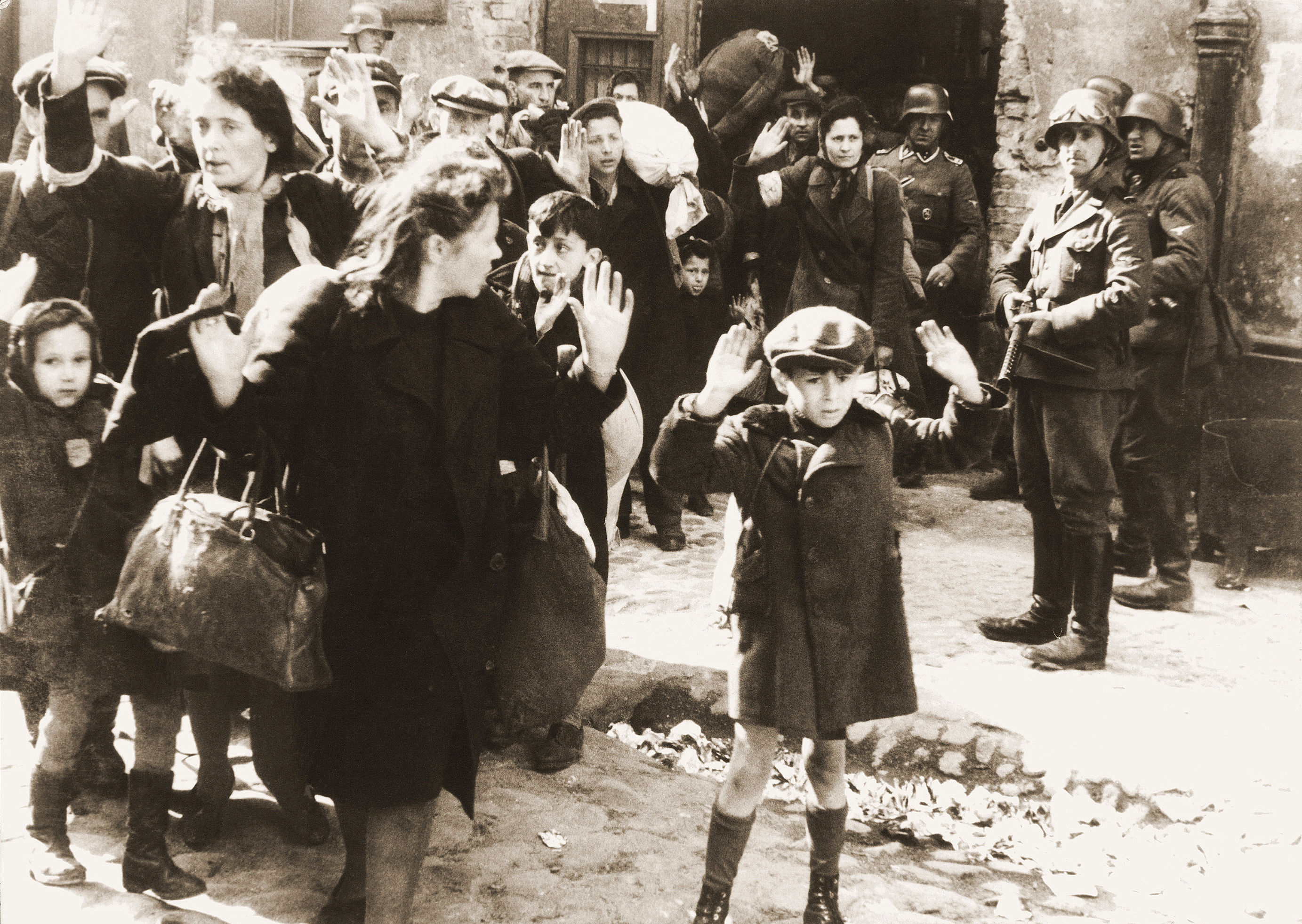
Повстання у Варшавському гетто. Фото з рапорту Юрґена Штропа Генріху Гіммлеру в травні 1943 р. Оригінальний заголовок німецькою повідомляє: «Mit Gewalt aus Bunkern hervorgeholt» — «Силоміць витягнуті з бункера».

Кількість повстанців за різними даними становили 1000-1500 осіб, в тому числі 400–800 з Єврейської бойової організації (в тому числі багато жінок) та 150–400 Єврейського військового союзу (лише чоловіки). Також було кілька сотень осіб, котрі не були пов'язані з тими організаціями. Інформація про кількість повстанців має дуже багато розбіжностей.
Від польських підпільних організацій повстанці отримували допомогу як перед повстанням, так і під час нього. Зокрема польські підпільники навчали будувати сховки («схрони»), також передавали зброю, бензин та інші хімікати для виготовлення «коктейлів Молотова». Також була невеличка група солдатів, котрі взяли участь у боях. Також використовувалася зброя вбитих німців, проте брак амуніції не сильно покращував ситуацію.
Сховки були організовані ще в 1942 році. Вони виявилися дуже придатними для дій повстанців.
За німецькими підрахунками в боях загинуло 7000 євреїв, ще 6000 згоріли живцем, а близько 50 тисяч було вивезено до Треблінки. Юрґен Штроп у своєму рапорті вказав, що було знищено 56065 євреїв. Проте там не були враховані ті, хто згорів у пожежах. Всього кількість загиблих може сягати 62-63 тисяч.

## Сили і втрати німців
В середньому у придушенні повстання брали учать 3000 вояків, в тому числі 821 солдат Ваффен-СС, 367 «гранатових» (синіх) поліцейських (утворювали кордон навколо гетто). Найбільше використовувалися: 1 і 3 батальйони 22 полку поліції порядку, підрозділи варшавських структур Служби безпеки та Гестапо, батареї легкої зенітної артилерії Вермахту, сапери Вермахту, тимчасовий батальйон з литовських та латвійських поліційних підрозділів, частина українського батальйону з охорони концентраційного табору в Травніку. Також допомагала варшавська пожежна служба. Згідно з рапортом Штропа «активно» брали участь у бойових діях в середньому 2054 вояки і 36 офіцерів. За підрахунками Армії Крайової німецькі сили становили близько 5000 осіб, з підтримкою броньовиків, польової артилерії, міноментів та ін.
Проти різних сховків та бункерів німці застосовували димові шашки, сльозоточивий газ та вибухові пристрої. За наказом Штропа використовувалися вогнемети для підпалу будинків.
Згідно зі звітом Юрґена Штропа втрати німецької сторони склали: 16 вбитих та 85 поранених. Інші джерела дають іншу кількість — навіть 1300 вбитих та поранених. Також запальними пляшками та гранатами було пошкоджено броньований гусеничний тягач Lorraine 38L(f) та два бронеавтомобілі.

## світлини зі звіту Юрґена Штропа Генріху Гіммлеру

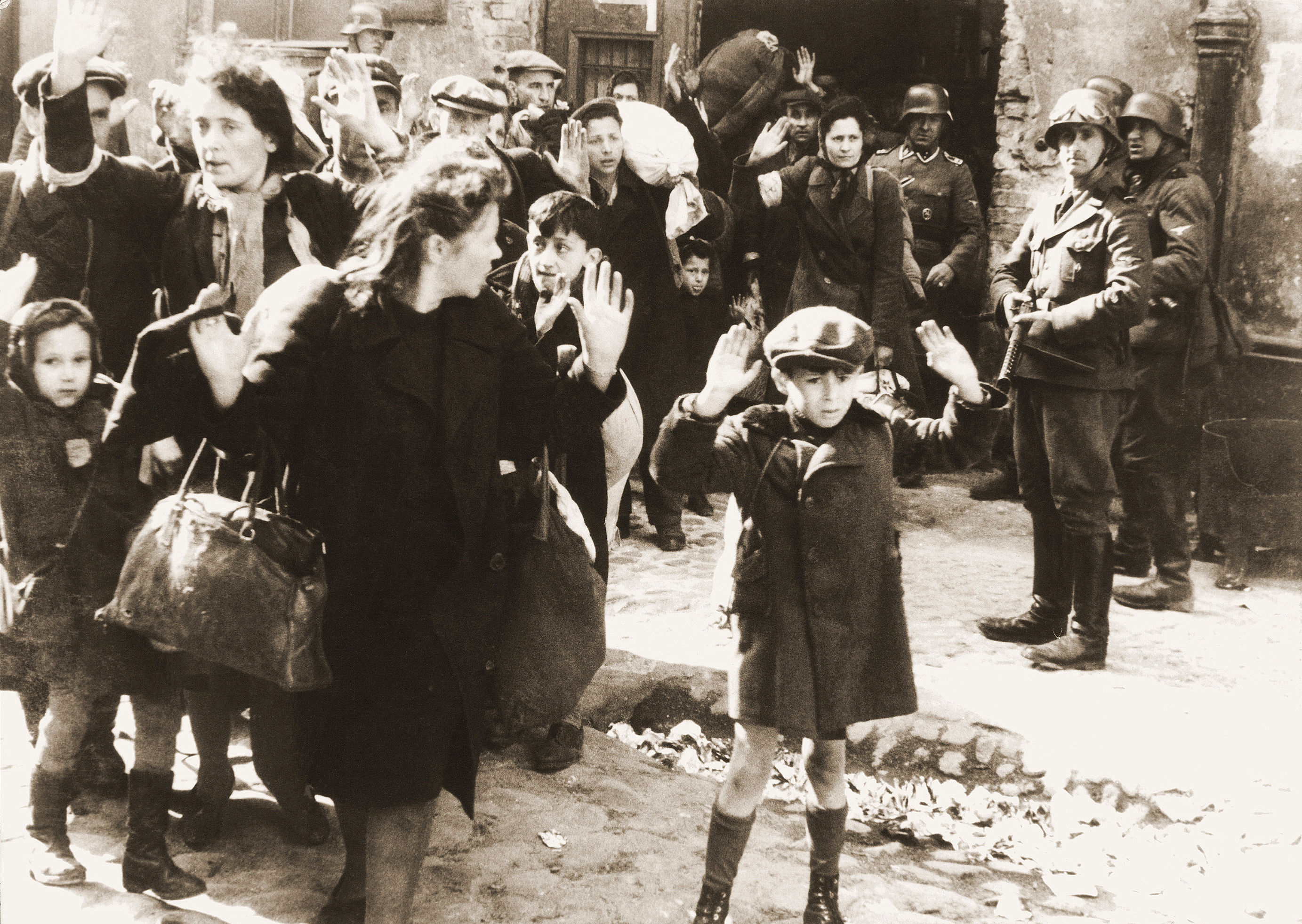
знайдені громадяни гетто
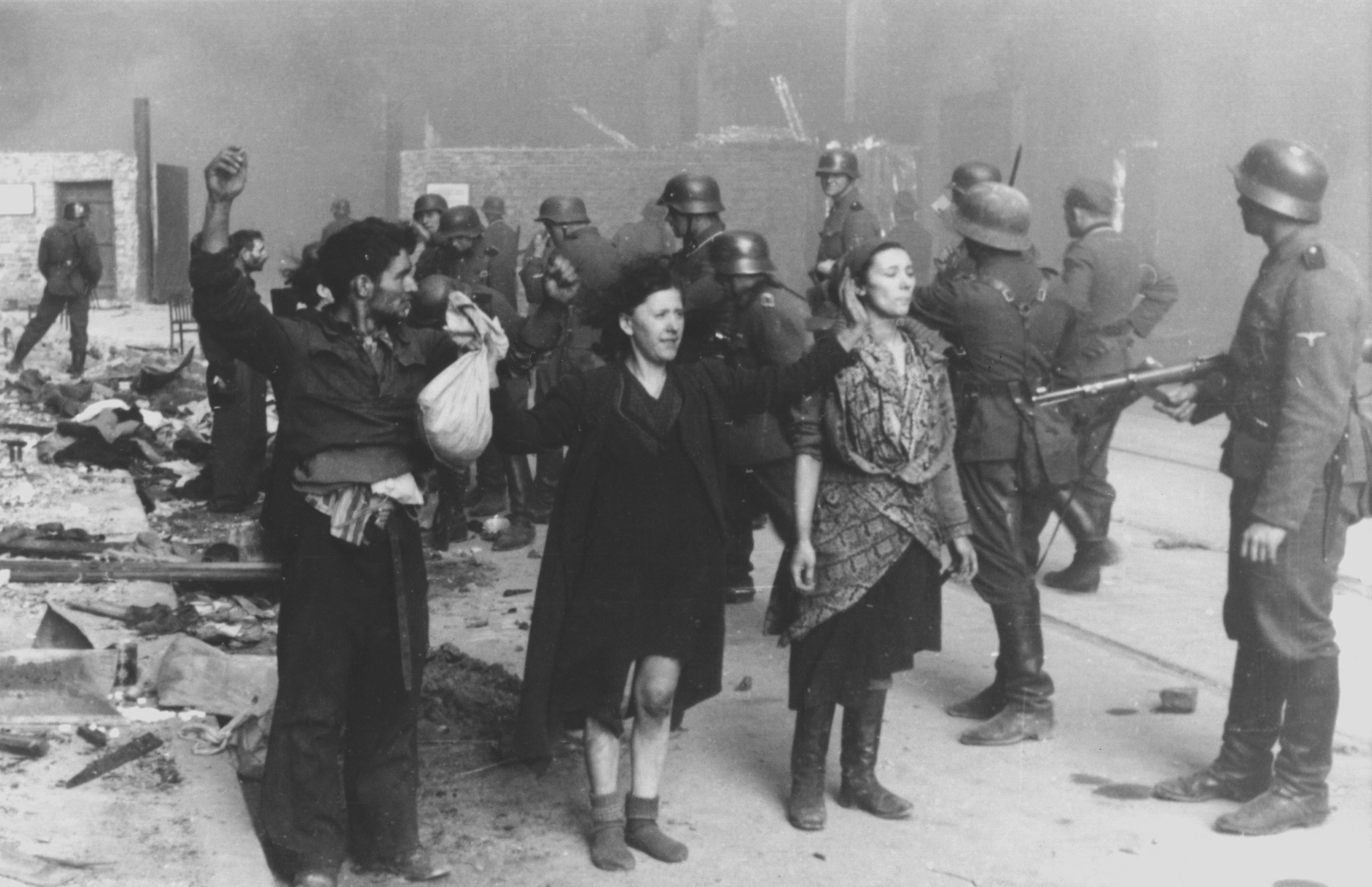
здача бійців у полон
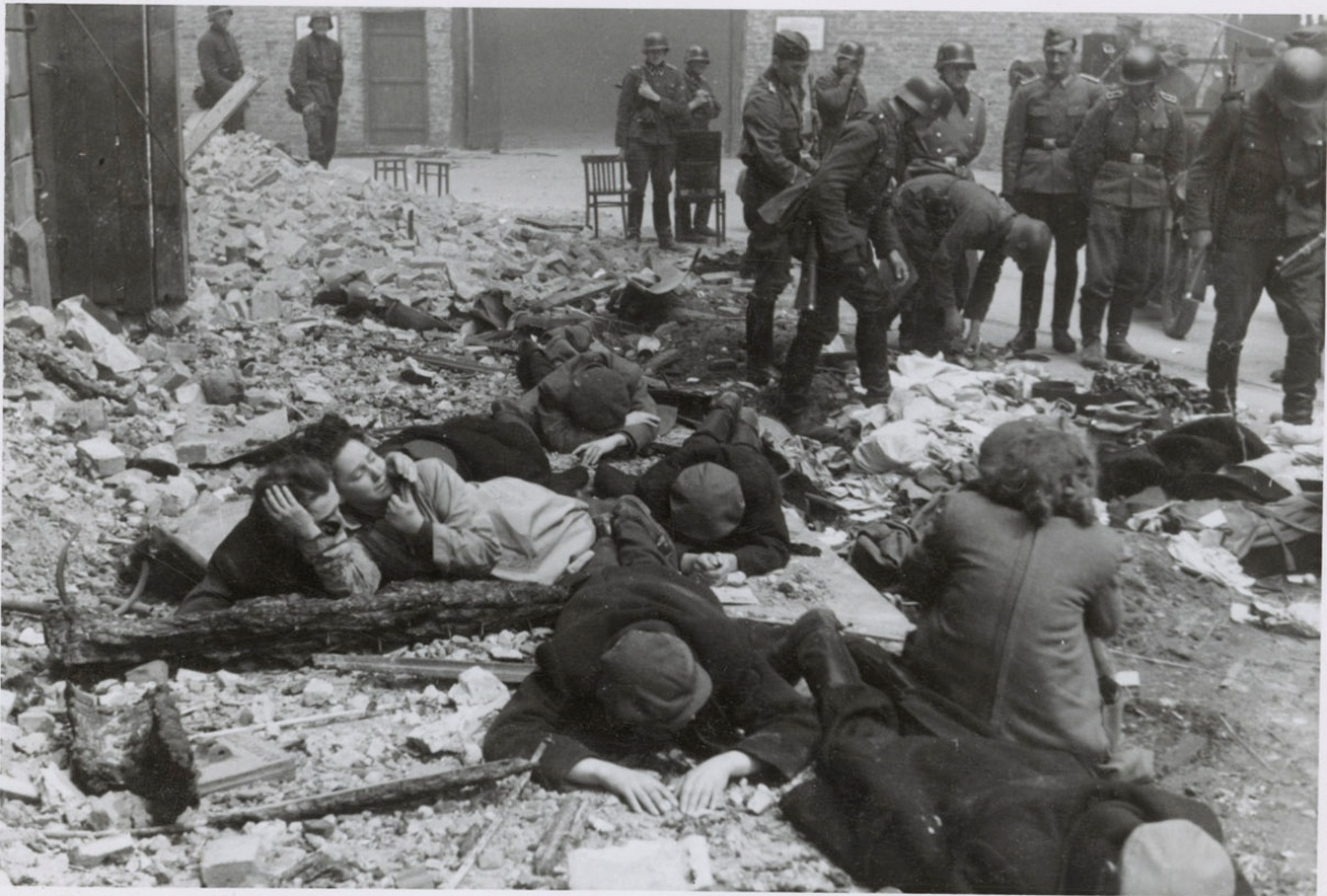
громадяни, яких вивели зі схованки
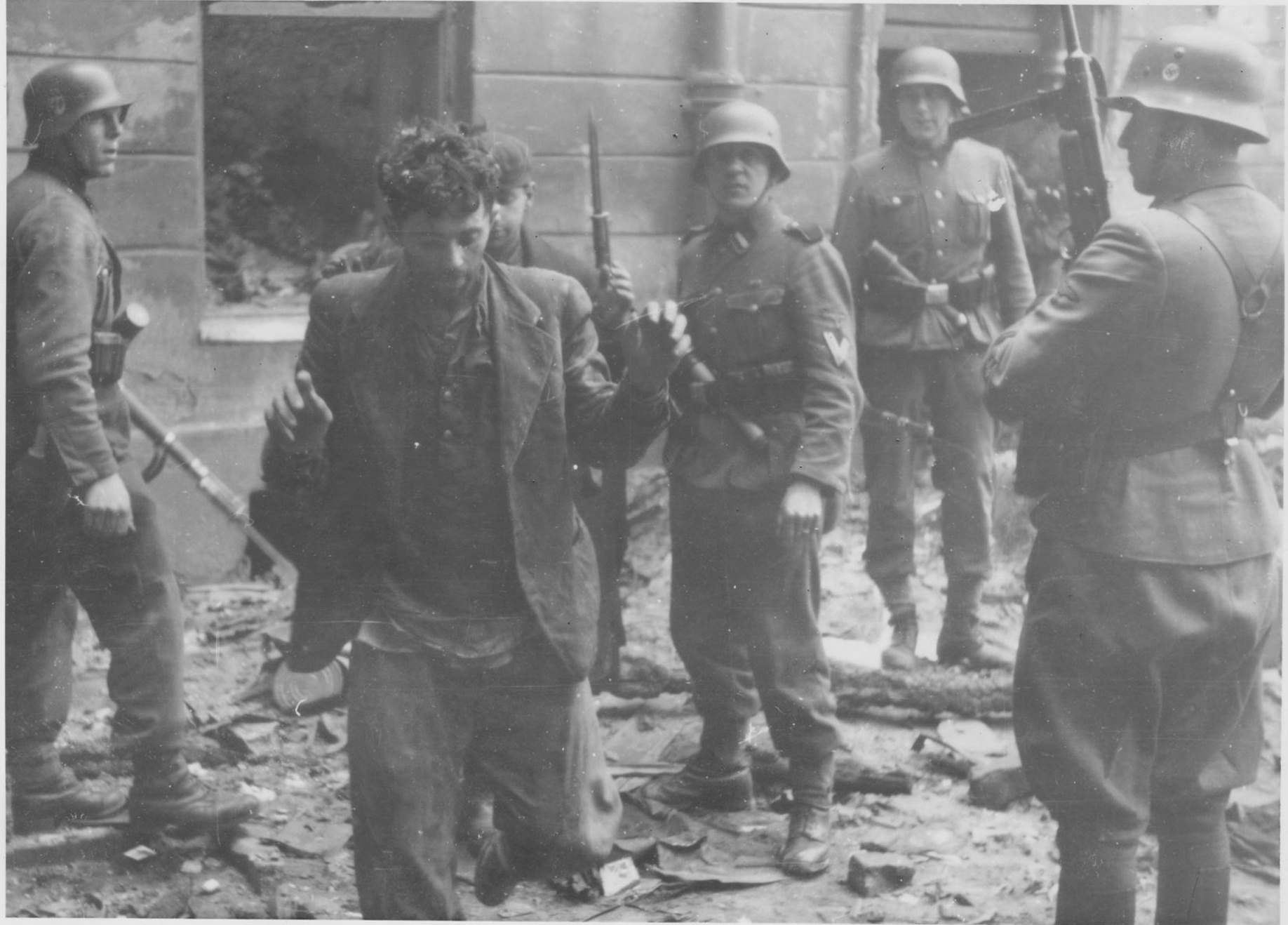
полонений воїн
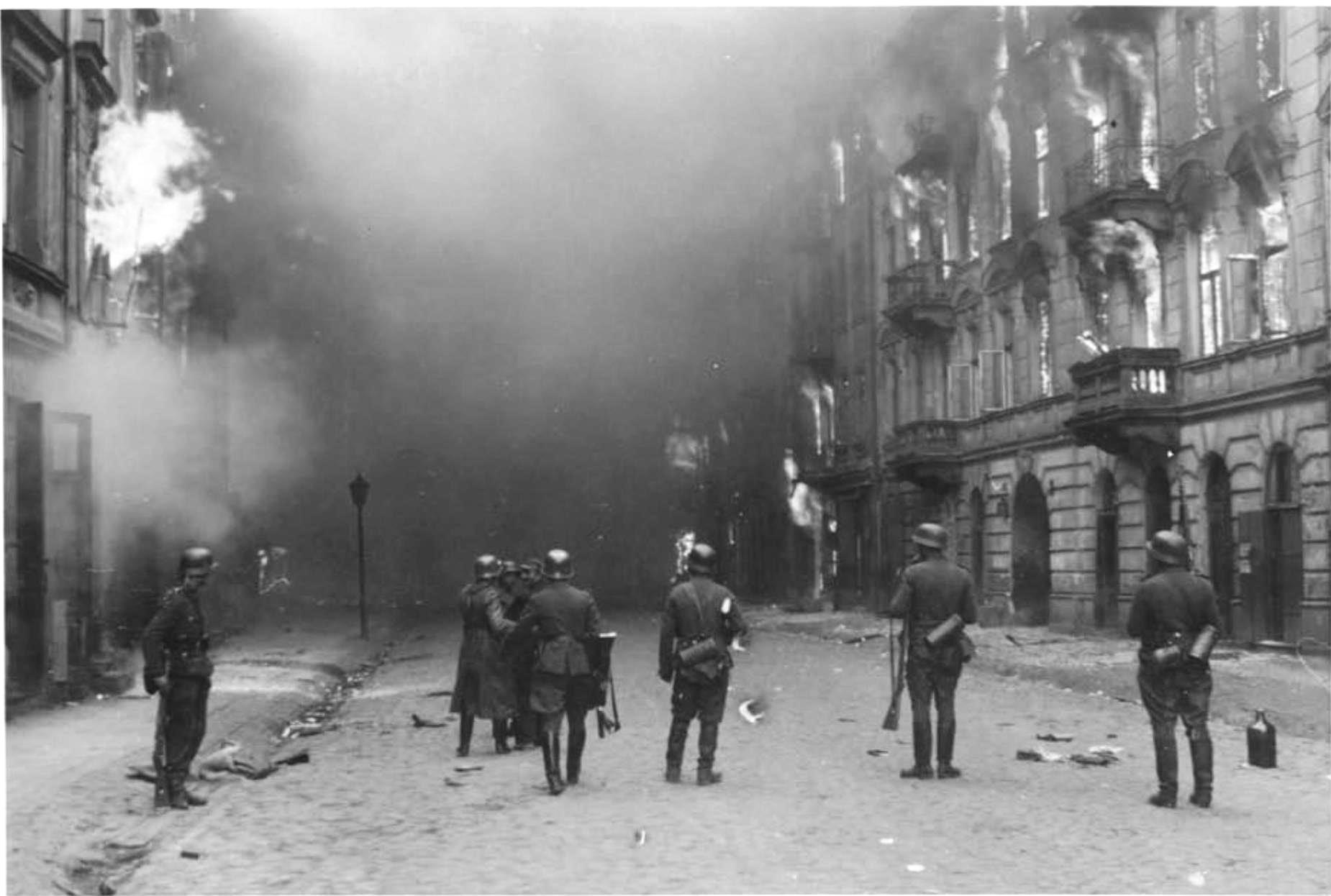
спалення гетто
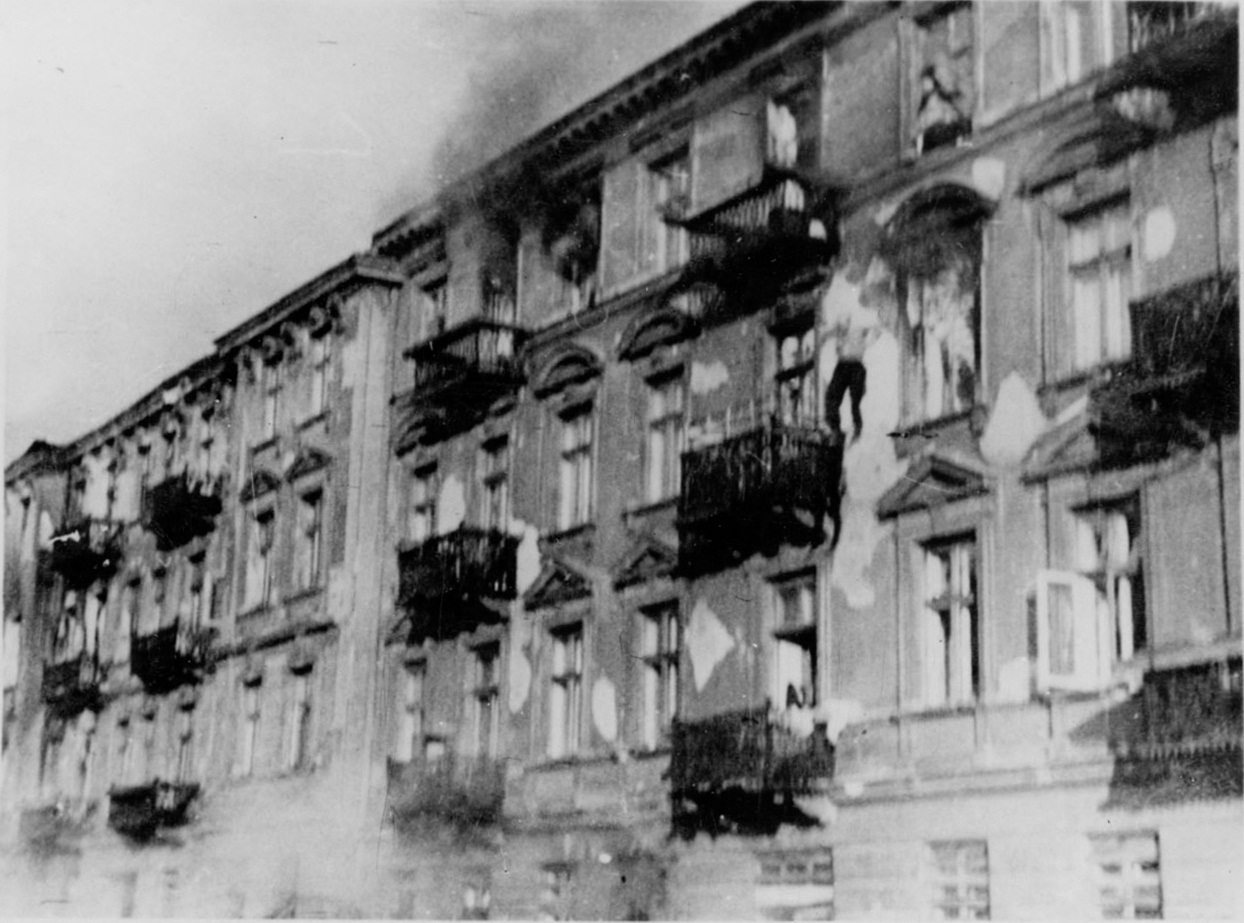
людина кидається на смерть замість того, щоб здатися
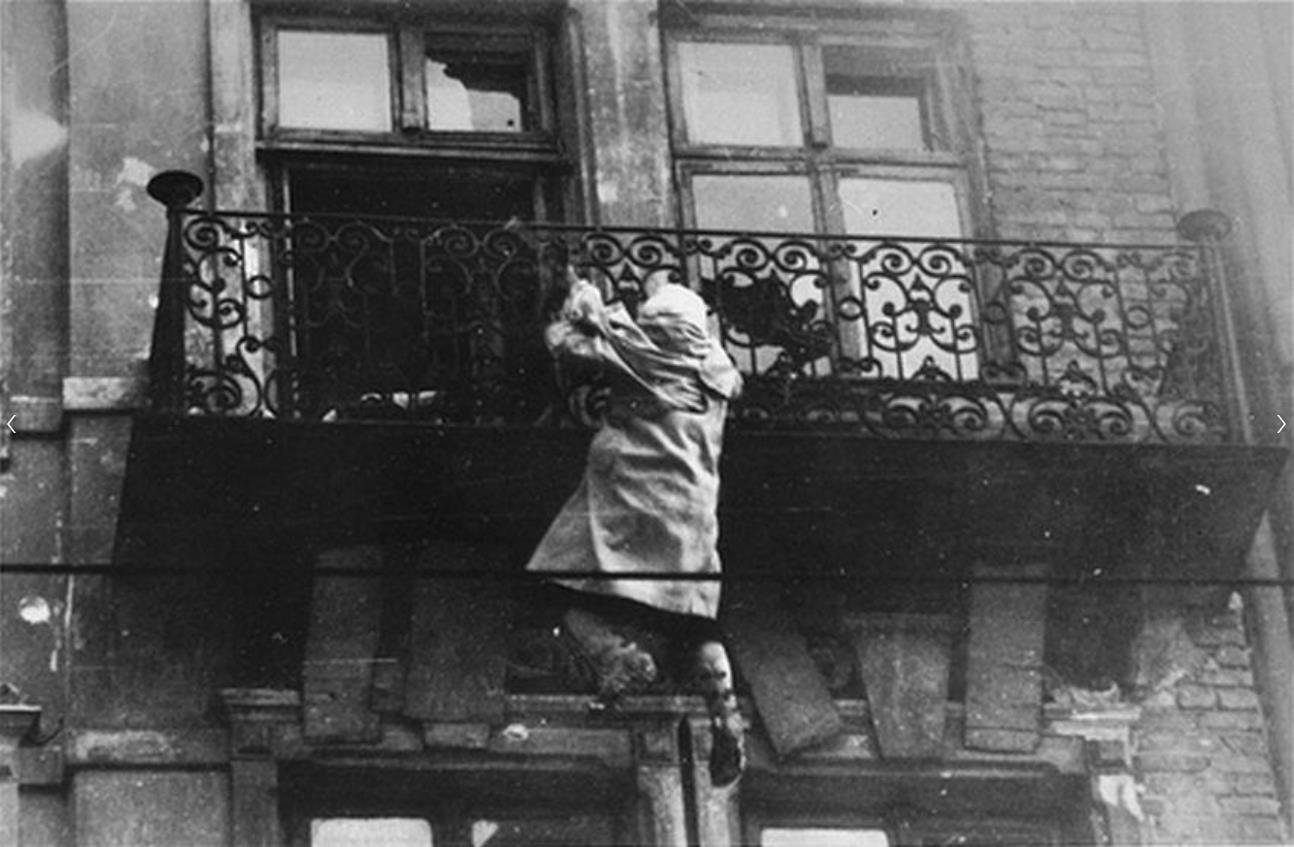
жінка намагається втекти, стрибнувши з балкона
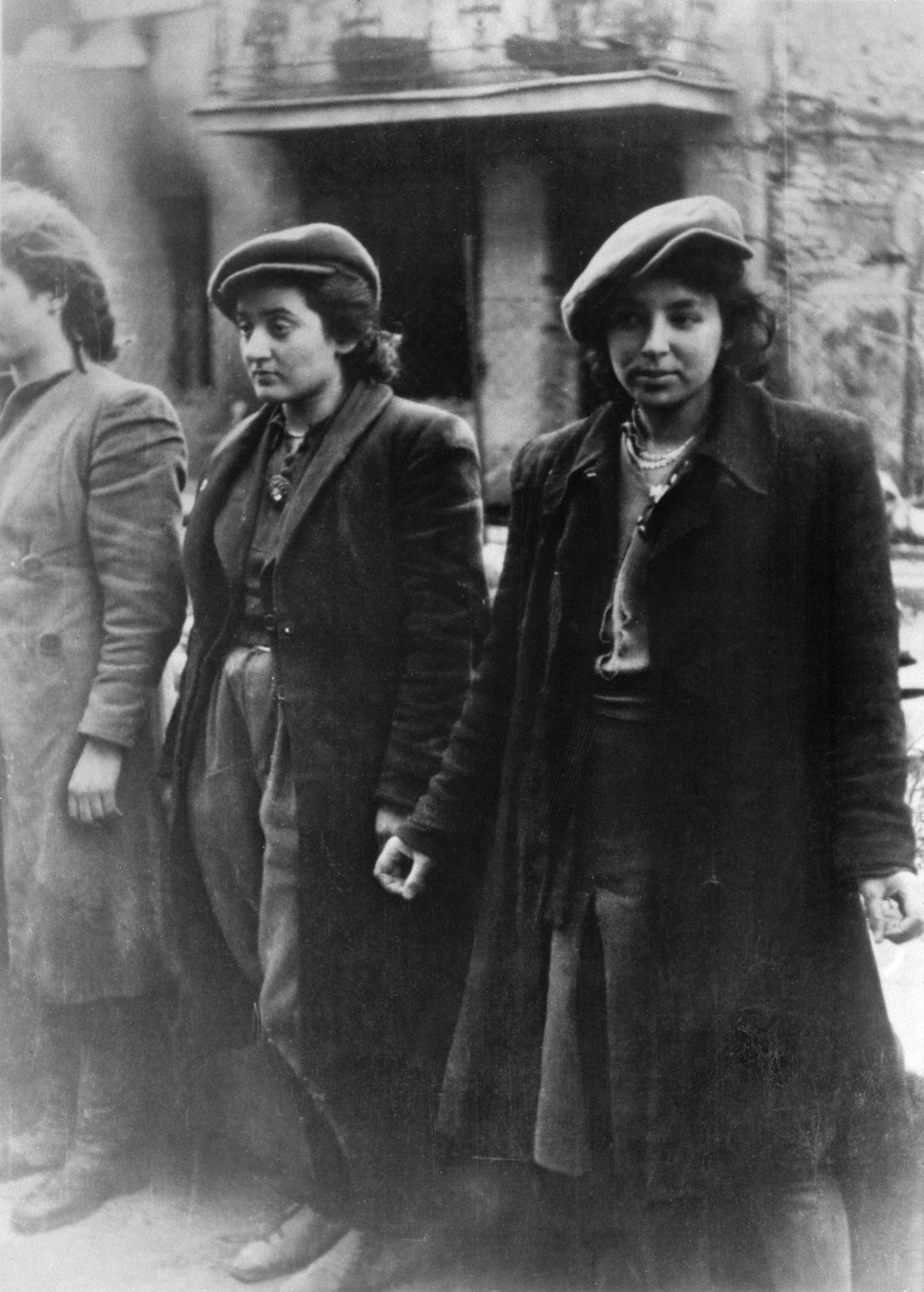
жінки учасниці ŻOB, яких спіймали
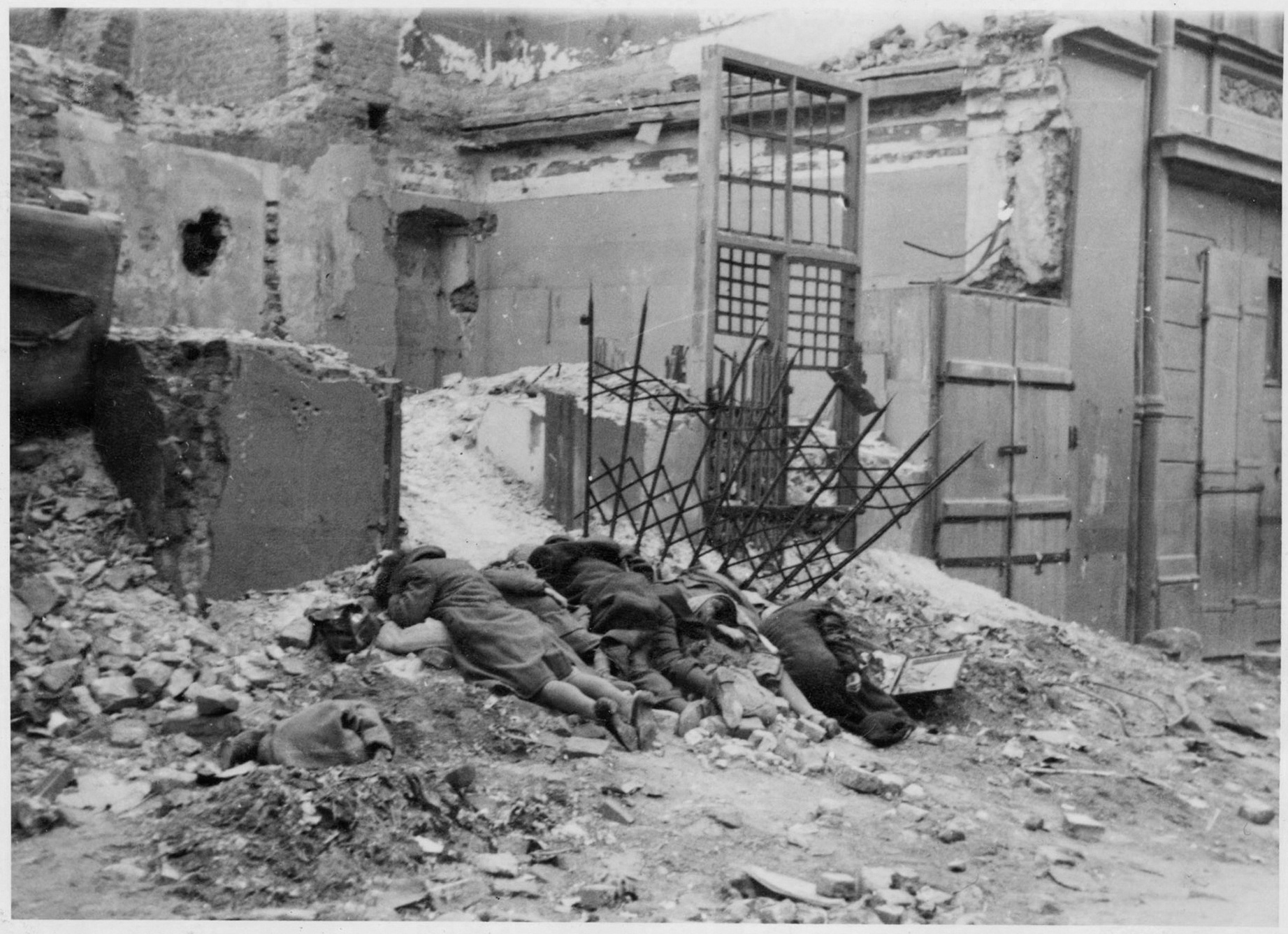
тіла полонених і страчених бійців
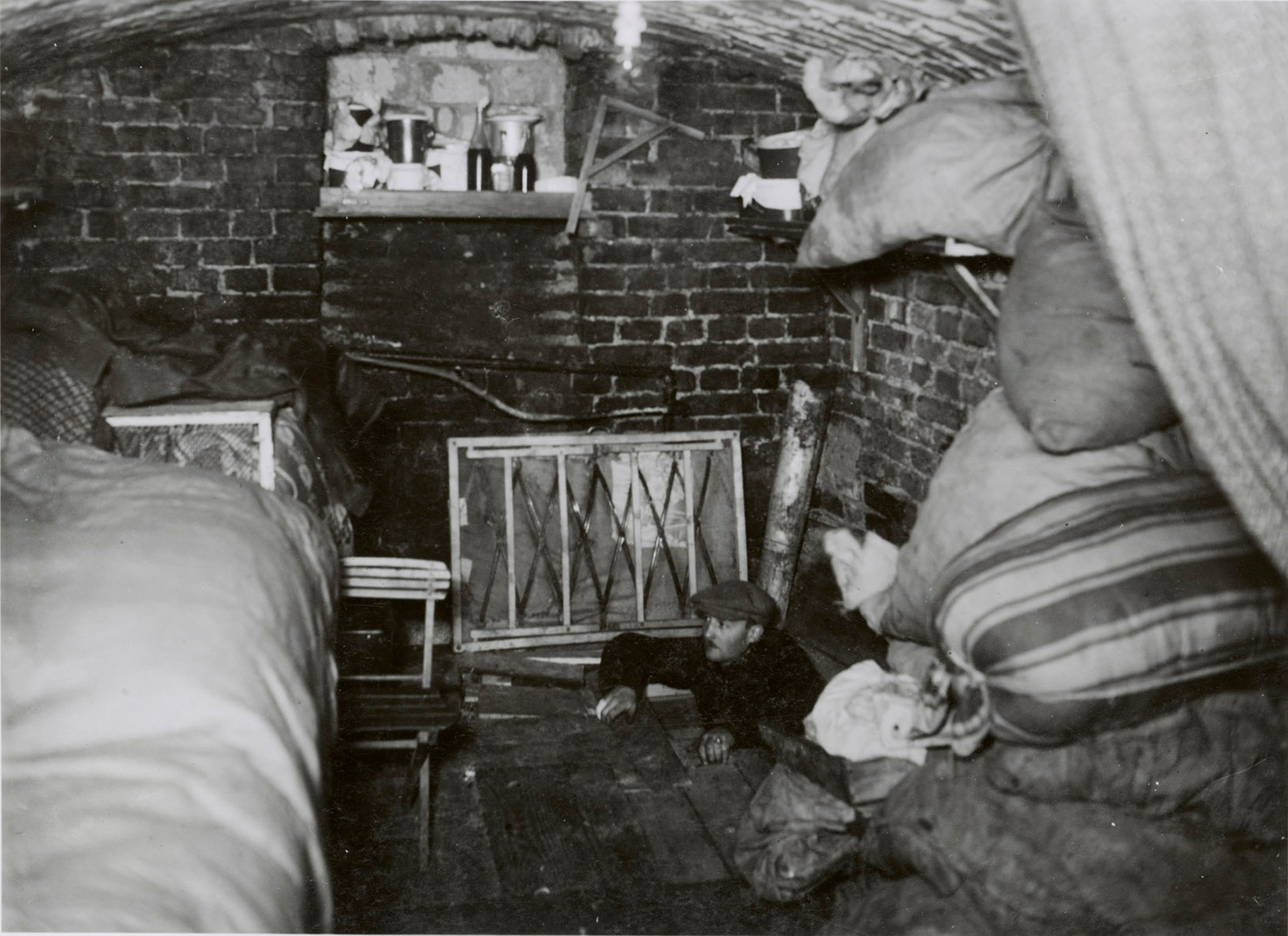
чоловік виходить зі схованки під підлогою бункера
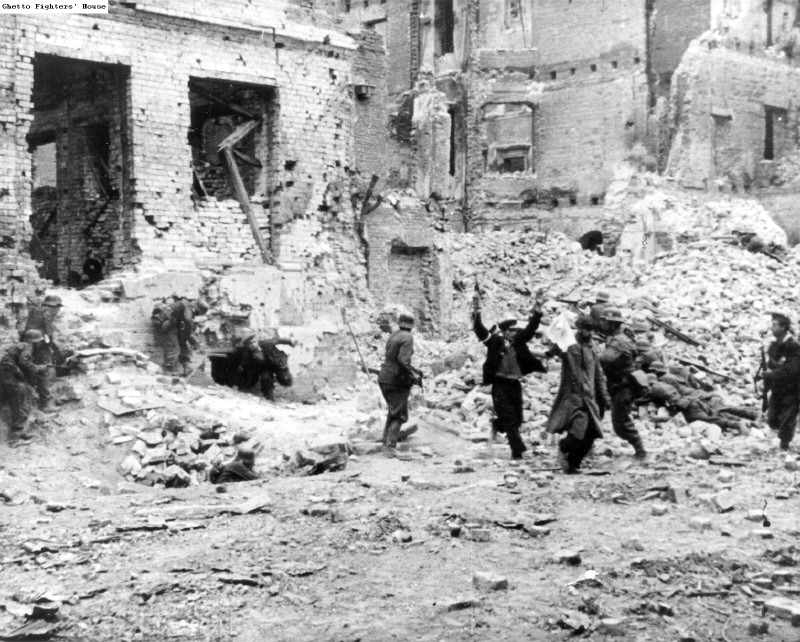
людей витягують з підвалів сапери Вермахту та війська СС